# Amir Mansour
Amir Mansour (ur. 25 lipca 1972 w Wilmington, Delaware) – amerykański bokser wagi ciężkiej.

## Kariera zawodowa
Mansour pierwszą zawodową walkę stoczył 12 lipca 1997 roku, nokautując w pierwszej rundzie Cliftona Grahama. Do czerwca 2001 roku stoczył jeszcze 8 pojedynków, z tego 5 z nich kończąc przed czasem. W sierpniu 2001 roku trafił na 8,5 roku do więzienia za posiadanie narkotyków. W tym czasie zdobył dyplom wyższej uczelni. Na wolność wyszedł 1 marca 2010 roku. Jego powrót na ring miał miejsce 28 sierpnia tego samego roku, pokonał wtedy w drugiej rundzie Samuela Browna. Mansour w ciągu następnych 9 miesięcy pokonał czterech kolejnych rywali, wszystkie pojedynki kończąc przed czasem. 27 maja 2011 roku, nokautując w pierwszej rundzie Raymonda Ochienga zdobył swój pierwszy zawodowy tytuł, którym był pas WBF Intercontinental. 19 sierpnia 2011 pokonał jednogłośną decyzją Dominicka Guinna zdobywając pasy interim WBO NABO oraz IBF North American. Po ponownym, kilkumiesięcznym powrocie do więzienia w roku 2013 Mansour powrócił na ring nokautując w pierwszych starciach kolejno, Dominique'a Alexandra oraz Jasona Gaverna. 23 sierpnia 2013 roku Amerykanin wypunktował jednogłośnie Maurrice'a Harrisa zdobywając przy okazji pas USBA w wadze ciężkiej. Rok 2013 zakończył efektownym nokautem na Kelvinie Price'eu, pojedynek był pierwszym w karierze Mansoura, który transmitowany był w otwartej telewizji.
8 maja 2015 w Filadelfii wygrał jednogłośnie na punkty 96:94, 98:92 i 97:93 z Amerykaninem polskiego pochodzenia Joeyem Dawejką (14-4-2, 7 KO) w dziesięciorundowym pojedynku.
8 września 2018 w Zagrzebiu został znokautowany w trzeciej rundzie przez Chorwata Filipa Hrgovića (6-0, 5 KO) .